# Anthony Francis Lucas

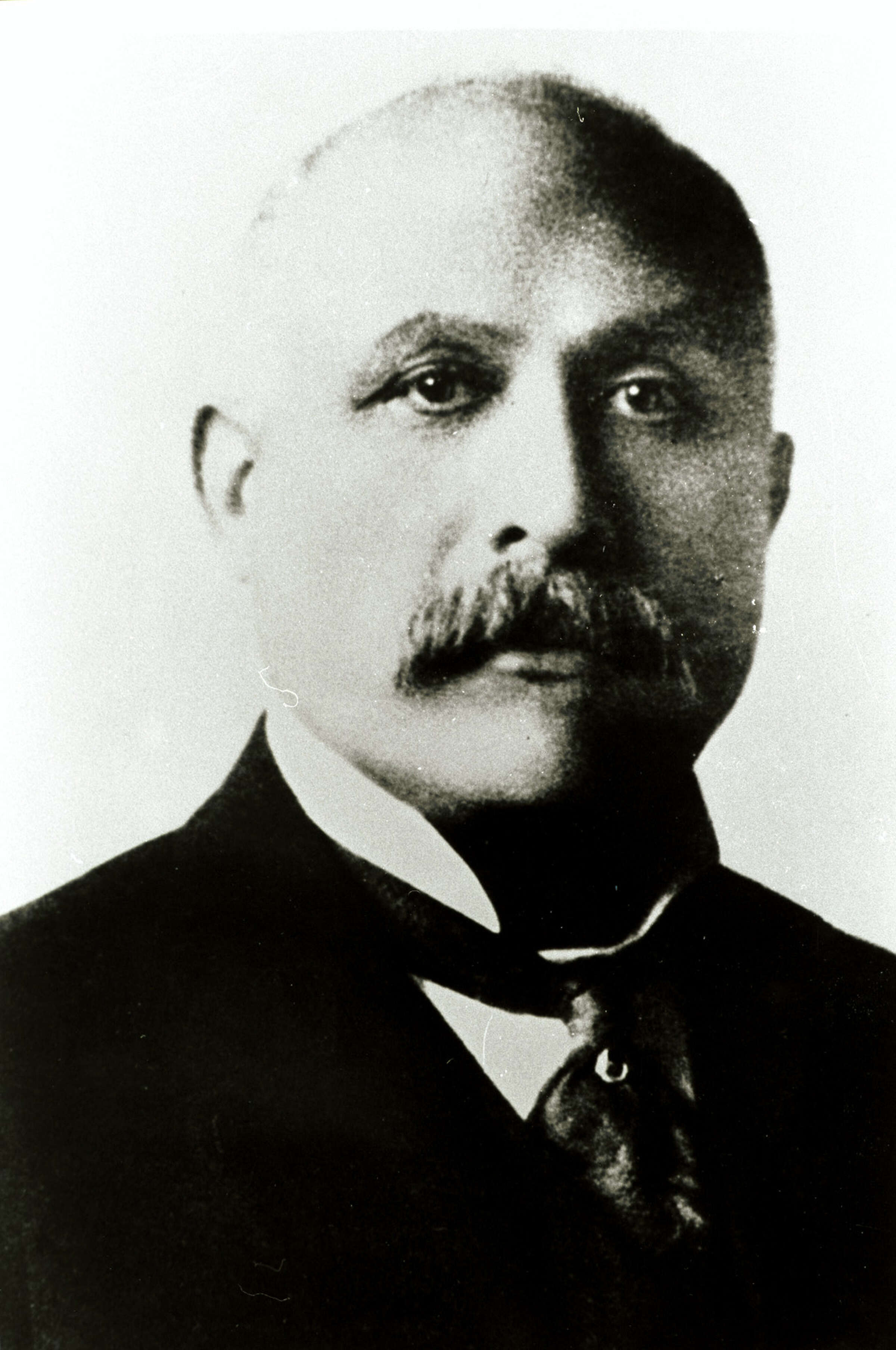
Anthony Francis Lucas

Anthony Francis Lucas (geboren als Antun Lučić; * 9. September 1855 in Split; † 2. September 1921 in Washington, D.C.) war ein kroatisch-US-amerikanischer Ölforscher. Zusammen mit Pattillo Higgins organisierte er eine Bohrung nach Erdöl bei Beaumont (Texas), die unter dem Namen Spindletop bekannt wurde.

## Leben

### Herkunft und Ausbildung
Lucas wurde in einer Familie von Schiffsbauern in Split, Kroatien (damals Österreich-Ungarn) geboren.
Im Alter von zwanzig Jahren absolvierte er ein Studium an der Technischen Universität Graz (Österreich) und wurde Ingenieur. Nachdem er an der  Österreichischen Marineschule eine Ausbildung absolviert hatte, war er in Pula und Rijeka tätig und wurde Leutnant zur See.

### Erste Jahre in den USA
1879 reiste Lucas mit seinem Onkel nach Saginaw, Michigan. Dort wurde er sesshaft und änderte seinen Namen in Anthony Francis Lucas. Er bekam seine Einbürgerungspapiere am 9. Mai 1885 in Norfolk, Virginia. Er heiratete Caroline Weed Fitzgerald. Sie zogen 1887 mit ihrem Sohn Anthony Fitzgerald Lucas nach Washington, D.C. Lucas war in der Holzindustrie tätig. Später prospektierte er für Gold und Salz in Colorado und Louisiana.
1893 begann Lucas für ein Unternehmen aus New Orleans in der Salzforschung in Louisiana am Petite Anse (Avery Island). Er arbeitete bis 1896 an weiteren Orten (Grand Cote, Anse la Butte und Belle Isle) und erlangte Kenntnisse, die ihn zu seiner Idee führten – der möglichen Verbindung zwischen Salzdepots und Schwefelvorkommen im Tertiär-Sediment der Golfküstenregion der Vereinigten Staaten. Die meisten Geologen widersprachen Lucas’ Theorie. Als jedoch ein Ergebnis von unternommenen Explorationen vorlag, war er der erste Experte auf diesem Fachgebiet in den Vereinigten Staaten.

### Erfolge in der Ölindustrie

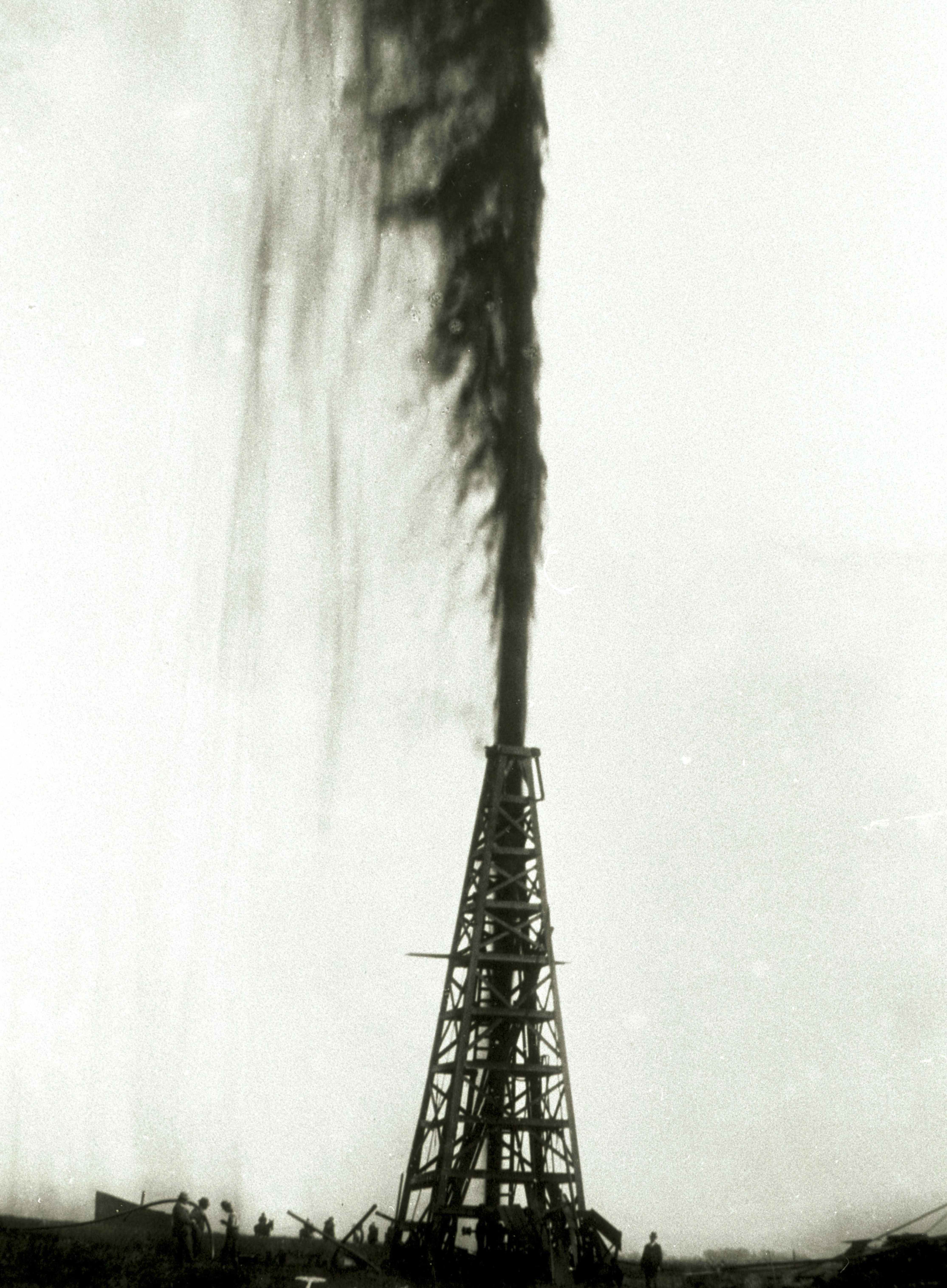
Lucas Gusher bei Spindletop am 10. Januar 1901

1899 wurde Lucas Bohrunternehmer und mietete von dem Unternehmer Pattillo Higgins Land im Süden von Beaumont, Texas. Er glaubte, dass unter der Erhebung Spindletop Hill ein großes Ölvorkommen existierte. Er begann mit Bohrungen im Jahr 1900, aber es war äußerst schwierig. In einer Tiefe von 60 Metern wurde eine Schicht aus Sand entdeckt. Der neu entwickelte, rotierende Hydraulikbohrer erlitt in einer Tiefe von etwa 175 Metern einen irreparablen Defekt. Zur Lösung der technischen Schwierigkeiten fragte er um Unterstützung bei John D. Rockefeller von der Standard Oil Company an, die ihm gewährt wurde.
Nach dem Erreichen einer Tiefe von 370 m am 10. Januar 1901 um 10:30 Uhr gab es eine Eruption von Erdgas, gefolgt von einer bis zu 60 m hohen Fontäne aus Rohöl. Der Ausbruch dauerte neun Tage.
Die Ölquelle „Lucas Gusher“, auch „Lucas Spindletop Gusher“ genannt, produzierte über 100.000 Barrel (16.000 m3) Öl am Tag. Im Laufe der Zeit schauten sich über 50.000 Menschen die Bohrungen an. Die Einwohnerzahl von Beaumont stieg innerhalb eines Jahres von 8.000 auf 60.000. Ab 1902 wurden 285 Brunnen am Spindletop Hill in Betrieb genommen und über 600 Ölunternehmen förderten. Lucas besaß bloß einen winzigen Anteil an einem Unternehmen, dem er beim Aufbau half. Deswegen und aus anderen Gründen verließ er das Unternehmen zum Ende des Jahres 1901.

### Lebensende
Lucas starb am 2. September 1921 in Washington, D.C. Er wurde oft fehlerhaft als Österreicher beschrieben, manchmal auch als in Triest geborener Italiener. Sein Grab befindet sich auf dem Rock Creek Cemetery in Washington, D.C.

## Bedeutung
Die große Menge des aus der Ölquelle „Lucas Gusher“ geförderten Erdöls veränderte die Wirtschaft im Südosten von Texas. Die Erfindung des Automobils ließ den Bedarf an Öl in zuvor unvorstellbare Dimensionen steigen. Houston wurde das Zentrum der US-amerikanischen Ölindustrie.
Anthony Francis Lucas gilt als einer der Wegbereiter der Förderung von Öl aus Reservoiren. Er arbeitete später als ein Beratungsingenieur in Rumänien, Russland, Mexiko, Algerien sowie in den Vereinigten Staaten. Als erfolgreicher Geschäftsmann und Experte im Abbau war Lucas lebenslang Vorsitzender des American Committee für Öl und Gas.
Eine große Zahl von Lucas’ Erfindungen und sein wissenschaftliches und technisches Wissen wurde in frühen Öl-Exploration und -Extraktionen gebraucht. Einige davon sind:
- Verbesserte Methoden zur Gewinnung von untertägigen Salzvorkommen
- Oberflächenuntersuchung zur Erkennung unterirdischer Erz-Lagerstätten
- Anwendung von dampfbetriebenen Hydraulik-Bohranlagen
- Konstruktion und Anwendung von Rückschlagventilen
- Konstruktionen von Blowout-Preventern
- Studien zur Bohrlochgeophysik
- Erfindung des Eruptionskreuzes

## Nachleben
1936 gründete das American Institute for Geological and Metallurgical Investigations den Anthony F. Lucas Gold Medal-Preis für Entwicklung im Gebiet der Ölbohrung.
Ein Museum wurde zu Ehren des Explorationserfolges am Spindletop errichtet. Auf einem Granitobelisk steht:

“On this spot on the tenth day of the twentieth century a new era in civilization began.”

„An diesem Ort am zehnten Tag des zwanzigsten Jahrhunderts begann eine neue Epoche der Zivilisation.“

Eine Straße und eine Elementary School in Beaumont, Texas tragen seinen Namen.